# Hestra (Östergötland)
Hestra is een plaats in de gemeente Ydre in het landschap Östergötland en de provincie Östergötlands län in Zweden. De plaats heeft 490 inwoners (2005) en een oppervlakte van 70 hectare.

## Verkeer en vervoer
Bij de plaats loopt de Länsväg 131.